# Łasko
Łasko (niem. Althütte) – wieś sołecka w gminie Bierzwnik, w powiecie choszczeńskim, w województwie zachodniopomorskim, w Polsce. Leży przy granicy z województwem lubuskim. 
W latach 1954–1961 wieś należała i była siedzibą władz gromady Łasko, po jej zniesieniu w gromadzie Radęcin. W latach 1975–1998 miejscowość administracyjnie należała do województwa gorzowskiego.
W roku 2007 wieś liczyła 223 mieszkańców. 

## Geografia
Wieś leży w Puszczy Drawskiej ok. 9 km na północny wschód od Bierzwnika, między Breniem a Wygonem, nad Jeziorem Okrągłym, ok. 400 m na wschód od jeziora Przytoczno, na którego półwyspie znajduje się rezerwat przyrody Łasko. 
Ok. 1 km na południe, w woj. lubuskim, znajduje się Jezioro Radęcińskie. W podobnej odległości w kierunku wschodnim – niewielkie jezioro Krzywe, a ok. 1 km dalej i nieco na północ – Jezioro Ostrowiec. W odległości ok. 2,5 km w kierunku północno-wschodnim – Piaseczno.

## Historia
Podstawą do założenia wsi była podjęta w 1650 r. decyzja o założeniu huty szkła. W 1706 r. odnotowano istnienie karczmy, w 1725 r. wokół huty rozlokowane było małe osiedle. W 1766 roku mieszkało we wsi 186 osób, 34 lata później 236 osób. W 1830 r. zbudowano szkołę, w 1931 r. powstała ochotnicza straż pożarna.

## Kultura i sport
W Łasku znajdują się szkoła podstawowa, świetlica wiejska oraz filia Gminnego Ośrodka Kultury i Sportu w Bierzwniku.